# 10 км (зупинний пункт, Донецька залізниця, Луганська область)
10 кіломе́тр — пасажирська зупинна залізнична платформа Лиманської дирекції Донецької залізниці.
Розташована поблизу с. Новозванівка, Сіверськодонецький район, Донецької області на лінії Микитівка — Попасна між станціями Роти (14 км) та Попасна (9 км).
Через військову агресію Росії на сході України транспортне сполучення припинене.